# Ligueux (Żyronda)
Ligueux – miejscowość i gmina we Francji, w regionie Nowa Akwitania, w departamencie Gironde.
Według danych na rok 1990 gminę zamieszkiwały 123 osoby, a gęstość zaludnienia wynosiła 24 osób/km² (wśród 2290 gmin Akwitanii Ligueux plasuje się na 1053. miejscu pod względem liczby ludności, natomiast pod względem powierzchni na miejscu 1419.).